# U-14 (tàu ngầm Đức) (1935)
U-14 là một tàu ngầm duyên hải  Lớp Type II thuộc phân lớp Type IIB được Hải quân Đức Quốc Xã chế tạo trước Chiến tranh Thế giới thứ hai sau khi bãi bỏ những điều khoản của Hiệp ước Versailles vốn cấm Đức sở hữu tàu ngầm. Những tàu ngầm Type II vốn quá nhỏ để có thể tiến hành các chiến dịch cách xa căn cứ nhà, nên U-14 đã đảm nhiệm vai trò tàu huấn luyện tại các trường tàu ngầm Đức. Được huy động do tình trạng thiếu hụt tàu ngầm sau khi xung đột bùng nổ, nó thực hiện sáu chuyến tuần tra và đánh chìm 9 tàu buôn với tổng tải trọng 12.344 tấn. Quay trở lại vai trò huấn luyện tại khu vực biển Baltic, U-14 bị đánh đắm tại Wilhelmshaven trong kế hoạch Regenbogen vào tháng 5, 1945.

## Thiết kế và chế tạo
Phân lớp Type IIB là một phiên bản mở rộng của Type IIA trước đó. Chúng có trọng lượng choán nước 279 t (275 tấn Anh) khi nổi và 328 t (323 tấn Anh) khi lặn); tuy nhiên tải trọng tiêu chuẩn được công bố chỉ có 250 tấn Anh (254 t). Chúng có chiều dài chung 42,70 m (140 ft 1 in), lớp vỏ trong chịu áp lực dài 28,20 m (92 ft 6 in), mạn tàu rộng 4,08 m (13 ft 5 in), chiều cao 8,60 m (28 ft 3 in) và mớn nước 3,90 m (12 ft 10 in).
Chúng trang bị hai động cơ diesel MWM RS 127 S 6-xy lanh 4 thì công suất 700 mã lực mét (510 kW; 690 shp) để đi đường trường và hai động cơ/máy phát điện Siemens-Schuckert PG VV 322/36 tổng công suất 460 mã lực mét (340 kW; 450 shp) để lặn, hai trục chân vịt và hai chân vịt đường kính 0,85 m (3 ft). Các con tàu có thể lặn đến độ sâu 80–150 m (260–490 ft). Chúng đạt được tốc độ tối đa 12 kn (22 km/h) trên mặt nước và 6,9 kn (12,8 km/h) khi lặn,  với tầm hoạt động tối đa 3.800 nmi (7.000 km) khi đi tốc độ đường trường 8 kn (15 km/h), và 35–42 nmi (65–78 km) ở tốc độ 4 kn (7,4 km/h) khi lặn.
Vũ khí trang bị bao gồm ba ống phóng ngư lôi 53,3 cm (21 in) trước mũi, mang theo tổng cộng năm quả ngư lôi hoặc cho đến 12 quả thủy lôi TMA. Một pháo phòng không 2 cm (0,79 in) cũng được trang bị trên boong tàu. Thủy thủ đoàn bao gồm 25 sĩ quan và thủy thủ.
U-14 được đặt hàng vào ngày 2 tháng 2, 1935. Nó được đặt lườn tại xưởng tàu của hãng Deutsche Werke tại Kiel vào ngày 6 tháng 7, 1935, hạ thủy vào ngày 26 tháng 12, 1935, và nhập biên chế cùng Hải quân Đức Quốc Xã vào ngày 18 tháng 1, 1936 dưới quyền chỉ huy của Hạm trưởng, Trung úy Hải quân Victor Oehrn.

## Lịch sử hoạt động
U-14 đã đảm nhiệm vai trò tàu huấn luyện tại các trường tàu ngầm Đức, tuy nhiên, do tình trạng thiếu hụt tàu ngầm sau khi xung đột bùng nổ, nó được huy động cho nhiệm vụ tác chiến. Vào đầu chiến tranh, lúc chiều tối ngày 3 tháng 9, 1939, U-14 phóng một quả ngư lôi tấn công một tàu ngầm Ba Lan di chuyển trên mặt nước, tự nhận đã đánh chìm được mục tiêu. Trong thực tế tàu ngầm ORP Sęp không bị hư hại vì quả ngư lôi phóng bởi U-14 đã kích nổ sớm. Theo tác giả Jan Bartelski, quả ngư lôi phóng ra đã bị trượt.
Sau khi thực hiện sáu chuyến tuần tra trong chiến tranh và đánh chìm chín tàu buôn với tổng tải trọng 12.344 tấn, U-14 quay trở lại vai trò tàu huấn luyện tại khu vực biển Baltic cho đến cuối chiến tranh. Vào giai đoạn kết thúc cuộc xung đột, theo dự định của kế hoạch Regenbogen nó bị đánh đắm tại lối vào âu tàu Reader tại Wilhelmshaven vào ngày 5 tháng 5, 1945 để tránh lọt vào tay lực lượng Đồng Minh. Xác tàu được trục vớt sau đó.

### Tóm tắt chiến công
U-14 đã đánh chìm chín tàu đối phương với tổng tải trọng 12.344 gross register tons (GRT):
| Ngày             | Tên tàu    | Quốc tịch | Tải trọng | Số phận      |
| ---------------- | ---------- | --------- | --------- | ------------ |
| 25 tháng 1, 1940 | Biarritz   | Na Uy     | 1.752     | Bị đánh chìm |
| 15 tháng 2, 1940 | Sliepner   | Đan Mạch  | 1.066     | Bị đánh chìm |
| 16 tháng 2, 1940 | Liana      | Thụy Điển | 1.646     | Bị đánh chìm |
| 16 tháng 2, 1940 | Osmed      | Thụy Điển | 1.526     | Bị đánh chìm |
| 16 tháng 2, 1940 | Rhone      | Đan Mạch  | 1.064     | Bị đánh chìm |
| 7 tháng 3, 1940  | Vecht      | Hà Lan    | 1.965     | Bị đánh chìm |
| 9 tháng 3, 1940  | Abbotsford | Anh Quốc  | 1.585     | Bị đánh chìm |
| 9 tháng 3, 1940  | Akeld      | Anh Quốc  | 643       | Bị đánh chìm |
| 9 tháng 3, 1940  | Borthwick  | Anh Quốc  | 1.097     | Bị đánh chìm |